# Chipshol
Chipshol is een Nederlandse gebiedsontwikkelaar. Het bedrijf werd in 1986 door Jan Poot in Den Haag opgericht, kort nadat hij zijn eerdere ontwikkelingsmaatschappij Eurowoningen had verkocht. Later nam Peter Poot de leiding van het bedrijf van zijn vader over.
Chipshol werd opgericht om rond luchthaven Schiphol een woon- en werklocatie te realiseren. In 1993 was daartoe al zes miljoen vierkante meter grond gekocht. In de zuidoosthoek van de luchthaven werd een businesspark met daarin een eigen hoofdkwartier gevestigd. Het bedrijf had anno 2006 twee gebiedsontwikkelingen in voorbereiding, te weten Chipshol Park Fase II (circa 150.000 m² kantoren) en Schiphol City, een business city van circa 2 miljoen m².
De naam Chipshol is bedacht omdat het een gebiedsontwikkelaar dicht bij Schiphol is, die in hightech goede mogelijkheden zag voor ontwikkeling van duurzame bedrijventerreinen van de toekomst. Vandaar de combinatie 'chips' (verwijzend naar geavanceerde technologie) en Schiphol (locatie/grondposities van de ontwikkelaar), wat samengevoegd werd tot de porte-manteau Chipshol.

## Chipsholaffaire
De naam Chipshol is vooral bekend geworden door de juridische touwtrekkerij over bouwgrond rond Schiphol, ook wel de Chipsholaffaire genoemd. Betrokken partijen waren Chipshol, de centrale overheid, de rechterlijke macht en Schiphol. De kwestie speelde van 1993 tot 2014. In een rechtszaak waarbij Chipshol partij was, werd deze mogelijk benadeeld door de behandelend rechter Hans Westenberg, die volgens Chipshol daartoe was beïnvloed door een voormalige zakenpartner van Chipshol.
In maart 2003 werden bij de rechtbank Utrecht de getuigenverhoren in de zaak Westenberg hervat. Als eerste was de voormalig president Hofhuis van de rechtbank 's-Gravenhage aan de beurt. Hij werd ondervraagd over een anonieme tipgever die zich in de zaak Westenberg/Chipshol bij hem meldde. Het was deze tipgever die jaren geleden in een anonieme brief melding maakte van samenspanning binnen de rechtbank ten nadele van Chipshol. Hij wees op nauwe banden tussen rechter Westenberg, zijn toenmalige collega Pieter Kalbfleisch (op dat moment president van de Nederlandse Mededingingsautoriteit) en de broers Harry en Jan-Jonathan van Andel (tegenstanders van Chipshol).
De tipgever bleek werkzaam te zijn als griffier bij de betrokken rechtbank. Bij de getuigenverhoren in deze affaire kwam naast de rol van Westenberg de rol van oud-rechter Kalbfleisch aan de orde.
Deze getuigenverhoren hebben Kamervragen, aangiften van meineed en belangenverstrengeling tot gevolg gehad. De Rijksrecherche begon een onderzoek tegen de betrokken rechters.
Het gerechtshof wees het verzoek van Chipshol om nog meer getuigen te mogen horen, toe. De raadsheer-commissaris hoorde eind september 2011 nog zeven getuigen in de zaak-Chipshol, waaronder de secretaris-generaal van het Ministerie van Justitie, Joris Demmink.
Op 3 februari 2012 maakte het Openbaar Ministerie (OM) bekend tot vervolging te zijn overgegaan van oud-rechters Kalbfleisch en Westenberg. Op 9 november dat jaar werd tegen de twee de maximale werkstraf van 240 uur geëist voor meineed. Beide rechters hadden onder meer hun vriendschap ontkend. De twee bleken in de praktijk wel met elkaar om te gaan. Zij werden door de rechtbank in Utrecht vrijgesproken. Het OM achtte dit onbegrijpelijk en eiste op 30 mei 2013 in hoger beroep opnieuw werkstraffen van 240 uur en voorwaardelijke celstraffen van vier en twee maanden. De oud-rechters werden twee weken later echter ook in dit hoger beroep vrijgesproken. Nog eens twee weken later, op 26 juni, werd deze vrijspraak definitief: het OM zag af van cassatie.
De Hoge Raad oordeelde op 25 mei 2012 dat Luchtverkeersleiding Nederland (LVNL) ten onrechte had geprobeerd plannen van Chipshol voor de ontwikkeling van het Groenenbergterrein bij Schiphol tegen te houden. Chipshol was veel geld misgelopen doordat LVNL stelde dat het terrein naast de Aalsmeerbaan van Schiphol niet bebouwd mocht worden in verband met de veiligheid van het vliegverkeer. De luchtverkeersleiding had aan Chipshol moeten melden dat bebouwing wel mogelijk was als de plannen werden aangepast.
Het tracé voor de omlegging van de snelweg A9 was de projectontwikkelaar eveneens een doorn in het oog. In juni 2013 stuurde Chipshol een brief naar alle raadsleden van de gemeente Haarlemmermeer waarin werd gedreigd dat elk lid financieel aansprakelijk zou worden gesteld, mocht hij of zij instemmen met een nieuw tracé voor de omlegging. Na deze actie legde Haarlemmermeer de onderhandelingen met Chipshol over bouwplannen stil.
De familie Poot maakt op 13 juni 2014 bekend te stoppen met Chipshol en zette haar grondbezit bij de luchthaven Schiphol te koop. In een interview met het Financieele Dagblad zeiden oprichter Jan Poot en zijn zoon Peter dat ze stopten met hun pogingen het gebied tot ontwikkeling te brengen. Jan Poot, die op dat moment bijna 90 was, voelde zich te oud om ermee door te gaan. De familie bezat nog 150 hectare grond bij Schiphol. Daarvan werd 121 hectare te koop gezet, voor 250 miljoen euro. In oktober 2015 werd een eerste stuk grond rond Schiphol verkocht aan een Frans vastgoedfonds. Jan Poot overleed in oktober 2018.
In januari 2020 oordeelde de rechtbank in Haarlem dat Luchtverkeersleiding Nederland een schadevergoeding van ruim 19 miljoen euro moest betalen aan Chipshol vanwege de schade die het bedrijf had opgelopen doordat LVNL ten onrechte had geoordeeld dat de bouwplannen voor het bedrijventerrein het vliegverkeer in gevaar zouden brengen. Dit vonnis bouwde voort op het vonnis van de Hoge Raad uit mei 2012.
In maart 2020 maakte Peter Poot bekend dat de resterende grond die Chipshol in bezit had, werd verkocht aan Schiphol. De luchthaven nam daarbij ook de schadeclaims van het bedrijf over. Chipshol hield slechts een klein gebied bij Schiphol-Rijk over waar onder meer het eigen kantoor is gevestigd.
Op 25 maart 2025 oordeelde het gerechtshof Arnhem-Leeuwarden dat de Staat der Nederlanden onrechtmatig heeft gehandeld richting Chipshol doordat er sprake is van objectief gerechtvaardigde twijfel bij Chipshol ten aanzien van de onpartijdigheid van Westenberg.